# Route 11 (Oman)
Die Route 11 oder R11 ist eine Autobahn im Sultanat Oman. Die Fernverkehrsstraße führt vom Muladdah R/A und Knoten an der Route 1, über das innere Flachland der al-Batina Ebene bis in die Provinzhauptstadt Rustaq, hier endet die Route 11 und kreuzt an die Route 13. An der R11 liegt der Flughafen Mussanah.